# Light novel di Kino no tabi
Questa è la lista delle light novel della serie Kino no tabi scritta da Keiichi Sigsawa e illustrata da Kohaku Kuroboshi.
La serie originariamente iniziò la serializzazione sull'ormai defunta rivista di light novel Dengeki hp di MediaWorks con l'uscita del sesto volume il 17 marzo 2000. Il primo volume della serie è stato pubblicato il 10 luglio 2000 da ASCII Media Works sotto l'etichetta Dengeki Bunko. A novembre 2020 sono stati pubblicati 23 volumi. Nel 2010, in Giappone sono state vendute oltre 5,6 milioni di copie dei romanzi, mentre nel 2017 è arrivato a 8,2 milioni di copie. L'ottavo volume della serie, originariamente pubblicato nell'ottobre 2003, è stato il millesimo romanzo pubblicato da Dengeki Bunko. Un volume aggiuntivo intitolato Kino no tabi —the Beautiful World— Gekijō no kuni —KINO— (キノの旅 —the Beautiful World— 劇場の国 —KINO—?, Kino no tabi —the Beautiful World— Gekijō no kuni —KINO—, lett. "Il viaggio di Kino -the Beautiful World- Il paese del teatro -KINO-") è stato pubblicato esclusivamente come regalo promozionale per il secondo film d'animazione. Una raccolta di capitoli speciali intitolati Kino no tabi: the Sigsawa's World (キノの旅 -the Sigsawa's World-?) è stata distribuita assieme al primo volume della rivista di light novel Dengeki Bunko Magazine di ASCII Media Works il 10 aprile 2008.
In commemorazione del 20º anniversario di Dengeki Bunko, Kino no tabi è stato serializzato settimanalmente da aprile a settembre 2013 su diversi quotidiani regionali giapponesi. I dieci racconti serializzati in questo periodo sono stati inclusi nel 17° volume pubblicato nell'ottobre dello stesso anno. I precedenti 16 volumi invece sono stati pubblicati con una nuova copertina sempre come parte dell'anniversario.
La serie di light novel è stata tradotta anche in cinese, coreano e tedesco. Tokyopop ha concesso in licenza i romanzi con il titolo originale per la distribuzione in Nord America e il primo volume è uscito il 3 ottobre 2006. L'ordine dei capitoli della versione inglese del primo volume edito da Tokyopop differiva dalla versione originale giapponese. Secondo i rappresentanti di Tokyopop c'erano dei problemi con il licenziatario che gli hanno impedito di distribuire ulteriori volumi della serie. Tokyopop ha utilizzato un'immagine del frontespizio del sesto capitolo del romanzo originale da utilizzare come copertina del romanzo inglese. Nel maggio 2021, Tokyopop ha confermato che la sua licenza per la serie è scaduta.
Il primo volume di uno spin-off della serie regolare intitolato Gakuen Kino (学園キノ? lett. "Accademia Kino") è stato pubblicato il 10 luglio 2006 da Dengeki Bunko; a maggio 2021 sono stati pubblicati sette volumi. La serie è una raccolta di parodie originariamente pubblicate in tre diverse riviste spin-off di Dengeki hp: Dengeki p, Dengeki h e Dengeki hpa. Lo spin-off presenta Kino come una ragazza magica in un ambiente scolastico. Gakuen Kino è stato tradotto a sua volta in cinese e coreano.

## Lista volumi

### Kino no tabi
| Nº | Data di prima pubblicazione | Data di prima pubblicazione | Data di prima pubblicazione |
| Nº | Giapponese                  | Giapponese                  |                             |
| -- | --------------------------- | --------------------------- | --------------------------- |
| 1  | 10 luglio 2000              | ISBN 4-8402-1585-5          |                             |
| 2  | 10 ottobre 2000             | ISBN 4-8402-1632-0          |                             |
| 3  | 10 gennaio 2001             | ISBN 4-8402-1709-2          |                             |
| 4  | 10 luglio 2001              | ISBN 4-8402-1844-7          |                             |
| 5  | 10 gennaio 2002             | ISBN 4-8402-2013-1          |                             |
| 6  | 10 agosto 2002              | ISBN 4-8402-2155-3          |                             |
| 7  | 10 giugno 2003              | ISBN 4-8402-2386-6          |                             |
| 8  | 10 ottobre 2004             | ISBN 4-8402-2832-9          |                             |
| 9  | 10 ottobre 2005             | ISBN 4-8402-3172-9          |                             |
| 10 | 10 ottobre 2006             | ISBN 4-8402-3580-5          |                             |
| 11 | 10 ottobre 2007             | ISBN 978-4-8402-4025-3      |                             |
| 12 | 10 ottobre 2008             | ISBN 978-4-04-867263-4      |                             |
| 13 | 10 ottobre 2009             | ISBN 978-4-0486-8068-4      |                             |
| 14 | 10 ottobre 2010             | ISBN 978-4-0486-8967-0      |                             |
| 15 | 10 ottobre 2011             | ISBN 978-4-0487-0962-0      |                             |
| 16 | 10 ottobre 2012             | ISBN 978-4-0488-6980-5      |                             |
| 17 | 10 ottobre 2013             | ISBN 978-4-04-866021-1      |                             |
| 18 | 10 ottobre 2014             | ISBN 978-4-04-866935-1      |                             |
| 19 | 10 ottobre 2015             | ISBN 978-4-04-865440-1      |                             |
| 20 | 8 ottobre 2016              | ISBN 978-4-04-892396-5      |                             |
| 21 | 7 ottobre 2017              | ISBN 978-4-04-893399-5      |                             |
| 22 | 10 luglio 2019              | ISBN 978-4-04-912520-7      |                             |
| 23 | 10 novembre 2020            | ISBN 978-4-04-913318-9      |                             |

### Gakuen Kino
| Nº | Data di prima pubblicazione | Data di prima pubblicazione | Data di prima pubblicazione |
| Nº | Giapponese                  | Giapponese                  |                             |
| -- | --------------------------- | --------------------------- | --------------------------- |
| 1  | 10 luglio 2006              | ISBN 4-8402-3482-5          |                             |
| 2  | 10 luglio 2007              | ISBN 978-4-8402-3908-0      |                             |
| 3  | 10 luglio 2009              | ISBN 978-4-04-867840-7      |                             |
| 4  | 10 luglio 2010              | ISBN 978-4-04-868644-0      |                             |
| 5  | 8 luglio 2011               | ISBN 978-4-04-870690-2      |                             |
| 6  | 10 ottobre 2019             | ISBN 978-4-04-912665-5      |                             |
| 7  | 8 maggio 2021               | ISBN 978-4-04-913789-7      |                             |